# هشیک
هشیک، روستایی از توابع بخش ایرندگان شهرستان خاش در استان سیستان و بلوچستان ایران است.
که با دهستان دامن ایرانشهر متصل و کوههای متصل تا دامن به هشیک و دادکان تعلق دارند

## جمعیت
این روستا در دهستان ایرندگان قرار دارد و براساس سرشماری مرکز آمار ایران در سال ۱۳۸۵، جمعیت آن ۲۳۵ نفر (۵۵خانوار) بوده‌است.